# Chants of Maldoror
Chants of Maldoror é um banda de deathrock italiana formada em dezembro de 1994 na cidade de Roma. O Chants of Maldoror depois de lançar o primeiro álbum na Radio Luxor, eles agora estão associados à Strobelight Records.

## História

### Formação e ascensão
A banda Chants Of Maldoror (C.O.M.) foi formada em dezembro de 1994; quando Adolphe (vocais) e David (baixo) - ambos provenientes de uma banda chamada Mater Tenebrarum -, decidiram dar vida – juntamente com Echo (teclado/piano) e posteriormente com Loren (guitarras) – a um projeto de música medieval/ritualístico. O nome da banda é tirado do livro Os Cantos de Maldoror um poema em prosa de Comte de Lautréamont.
A C.O.M. mudou de som até chegar a uma forma-rock mais orientada para a morte, como declarou o primeiro lançamento, o “Ritual Death” (1997), apresentado no festival italiano Ascension of the Gods, onde partilhou o palco com algumas bandas internacionais bem conhecidas.
O primeiro álbum foi “Thy Hurting Heaven” (2000), conduzindo a C.O.M. para o status de “Banda Cult de Rock Gótico”. Este disco teve apresentações ao vivo por toda a Europa, como os do: 11º festival internacional Wave Gotik Treffen em Leipzig, o de Music Placet em Viena, e do lendário Amsterdam's Paradiso Club.
Depois de cinco anos entre ensaios e gravações, em setembro de 2005, a banda lança o segundo álbum “Every Mask Tells The Truth”.

## Membros
Os membros da banda são:
- Adolphe: de 1994 até o momento (vocais)
- Echo: de 1994 até o momento (vocais e teclados)
- David M.: de 1994 até o momento (baixo e percussão)
- Loren: de 1994 até o momento (guitarra)
- Matteo: de 1994 até o momento (efeitos e backing vocal)

## Discografia

### Álbuns
- Thy Hurting Heaven, 2000
- Every Mask Tells The Truth, 2005

### Singles & EPs
- Ritual Death, demotape, 1997